# Дорофей (митрополит Чешских земель и Словакии)
Митрополит Дорофей (чеш. Metropolita Dorotej, в миру Димитрий Георгиевич Филип; 20 октября 1913, Нанково, Королевство Венгрия, Австро-Венгрия — 30 декабря 1999, Прага) — предстоятель Чехословацкой православной церкви с титулом «архиепископ Пражский, митрополит Чешских земель и Словакии».

## Биография
Родился 20 октября 1913 года в крестьянской семье в нынешнем селе Нанково (ныне Хустский район Закарпатской области). Рано остался без матери, а вскоре потерял и отца, который умер от ран, полученных в Первой мировой войне. Жизнь протекала в весьма стеснённых обстоятельствах. В родном селе окончил начальную школу, затем учился в гимназии в городе Хусте.
В детстве нёс разные послушания, пел на клиросе Свято-Николаевского мужского монастыря села Изы.
В 1933—1935 годах проходил действительную военную службу в городе Новом Богумине.
После службы продолжил обучение в хозяйственной школе в Нижних Верецках (ныне село Нижние Ворота Воловецкого района Закарпатской области). В этом же селе работал лаборантом при государственной опытной станции.
14 августа 1938 года поступил послушником в Свято-Николаевский Карповтлашский монастырь села Изы.
7 июля 1939 года, в возрасте 25 лет, архимандритом Алексием (Кабалюком) был пострижен в малую схиму с именем Дорофей в честь священномученика Дорофея, епископа Тирского.
7 апреля 1940 года был рукоположён в сан иеродиакона, а 7 апреля 1941 года — в иеромонаха.
С 1942 года служил на различных приходах Мукачевской епархии.
После Второй мировой войны оказался гражданином СССР и клириком Мукачевской и Ужгородской епархии Московского патриархата.
В 1947 году назначен благочинным Свято-Николаевского мужского монастыря в Мукачеве.
В 1951 году возведён в сан архимандрита и назначен духовником девичьего монастыря в Мукачеве. Во время пребывания в монастыре заочно окончил курс Ленинградской духовной семинарии и поступил в Ленинградскую духовную академию (ЛДА).
12 июня 1955 года в Богоявленском патриаршем соборе Москвы хиротонисан во епископа Кременецкого. Хиротонию совершили патриарх Московский и всея Руси Алексий I, архиепископ Можайский Макарий (Даев) и настоятель Антиохийского подворья в Москве епископ Сергиопольский Василий (Самаха).
Вскоре отпущен в юрисдикцию Православной церкви в Чехословакии (автокефалия которой была провозглашена патриархом Алексием I в 1951 году) и 19 августа того же года был избран епископом Прешовским (Словакия).
23 октября 1964 года на IV Поместном соборе Чехословацкой православной церкви архиепископ Дорофей был избран предстоятелем Церкви. 25 октября 1964 года в пражском кафедральном соборе во имя святых равноапостольных Кирилла и Мефодия состоялась его интронизация.
В 1968 году в Чехословакию были введены войска стран-участниц Варшавского договора. Как отмечал митрополит Христофор (Пулец): «Православие всегда связывали с Россией. А ворвавшиеся в мою страну на танках все говорили на русском. В знак протеста наши люди „забыли“ русский язык. Огромного усилия стоило тогдашнему Предстоятелю Православной Церкви Чехословакии владыке Дорофею удержать Церковь от полного распада…».
В 1984 году в ЛДА защитил диссертацию на степень доктора богословия.
После «бархатной революции» 1989 года ситуация изменилась. Православная община выросла в несколько раз, в основном за счёт приехавших из республик бывшего Советского Союза. Великую радость испытывал митрополит Дорофей каждый раз, когда видел в храмах многочисленных верующих.
Несмотря на то, что большинство приходов в Церкви служат по новому стилю, сам он строго придерживался юлианского календаря и предпочитал служить в русском приходе на церковнославянском языке.
В связи с начавшимся процессом разделения Чехословакии на Чехию и Словакию отстаивал единство Церкви. В декабре 1992 года в связи с принятием на 8-м Поместном соборе Чехословацкой православной церкви нового Устава титул митрополита Дорофея был изменён на «Архиепископ Пражский, Митрополит Чешских земель и Словакии».
Во время войны НАТО в Югославии митрополит Дорофей принципиально заявил свой протест против бомбардировок, что шло вразрез с официальной позицией чешских властей.
28 ноября 1999 года в ходе официального визита в Русскую православную церковь вместе с патриархом Московским и всея Руси Алексием II торжественно открыл подворье Православной церкви Чешских земель и Словакии в Москве при храме во имя святителя Николая в Котельниках. Во время этого визита патриарх Алексий II пригласил митрополита Дорофея присоединиться к представительной делегации, отправлявшейся на празднование Рождества Христова в Вифлееме. Митрополит Дорофей на это ответил, что ему уже пора собираться «в другой Иерусалим». Тогда этим словам никто не придал значения.
29 декабря он отслужил литургию в храме святого Николая на Рузвельтовой улице. Придя домой, он почувствовал упадок сил и попросил его соборовать. Утром 30 декабря митрополит Дорофей был соборован, а вечером скончался.
Похоронен 4 января 2000 года на Ольшанском кладбище в Праге у храма Успения Пресвятой Богородицы.

## Публикации
- «О почитании святых икон» // «Православная Мысль» № 2, апрель-июнь, 1959, «Ж. П. П.» в Чехословакии.
- Епископ Горазд, архипастырь-патриот // Журнал Московской Патриархии. 1967. — № 9. — С. 53-64.
- «Zive slovo» // «Hlas pravoslaví» XXVI(1970). — Č. 4. — S. 1-2.
- «Za patriarchou Alexejem» // «Hlas pravoslaví» XXVI(1970). — Č. 6-7. — S. 132—135.
- «Predpoklady pravoslavne toologie k mirove angazovanosti cirkve» // «Hlas pravoslaví» XXVII(1971). — Č. 5. — S. 99-101.
- «Pravoslavna fakulta zahajila novy skolni rod» // «Hlas pravoslaví» XXVII(1971). — Č. 9. — S. 201—202.
- «Smireni z pravoslavenho hlediska» // «Hlas pravoslaví» XXVIII(1972). — S. 32-34.
- «Vladyka Gorazd — apostol lasky» // «Hlas pravoslaví» XXVIII(1972). — S. 146—149.
- «Z irove dilny» // «Hlas pravoslaví» XXIX(1973). — S. 30-31.
- Приветственное слово Святейшему Патриарху Пимену // Журнал Московской Патриархии. 1973. — № 5. — С. 25-26
- «Ukoly krest’anu v boji za mir» // «Hlas pravoslaví» XXIX(1973). — S. 170—174.
- «Zadpovednost krest’anu v otazce evropske bezpecnosti a spoluprace» // «Hlas pravoslaví» XXIX(1973). — S. 194—195.
- «Platnost svatosti» // «Hlas pravoslaví» XXX(1974). — S. 42-43.
- «Pratelska navsteva» // «Hlas pravoslaví» XXX(1974). — S. 143—147.
- «Jedinecny historicky fakt» // «Hlas pravoslaví» XXX(1974). — S. 151.
- «Nesmrtelnost duse» // «Hlas pravoslaví» XXXI(1975). — S. 77-79.
- «Vzhuru srdce» // «Hlas pravoslaví» XXXI(1975). — S. 95-96.
- «Hrich» // «Hlas pravoslaví» XXXII(1976). — S. 32-36.
- «Sluzba nejvzacnejsi» // «Hlas pravoslaví» XXXII(1976). — S. 42-44.
- «Nejvyssi Bytost» // «Hlas pravoslaví» XXXII(1976). — S. 102—103.
- «Muzeme vedet, kdy bude konec světa» // «Hlas pravoslaví» XXXIII(1977). — S. 8-10.
- «Cesta k vecnosti» // «Hlas pravoslaví» XXXIII (1977). — S. 36-38.
- «Pozdrav na Foru mirovych sil v Moskve» // «Hlas pravoslaví» XXXIII(1977). — S. 47-48.
- «Zjeveni Bozi» // «Hlas pravoslaví» XXXIII (1977). — S. 83-85.
- «Zesnul moudry pastyr Kristovy cirke» // «Hlas pravoslaví» XXXIII(1977). — S. 112 bis 114.
- «Narozeni Kristovo — nase duchovni narozeni» // «Hlas pravoslaví» XXXIII(1977). — S. 205—206.
- «Kazani o Kristu v jordanske pustine» // «Hlas pravoslaví» XXXIV (1978). — S. 2-5.
- «Jezisuv pust a pokuseni na hore» // «Hlas pravoslaví» XXXIV (1978). — S. 26-28.
- «Sestoupeni do pekla a vzkriseni Spasitele» // «Hlas pravoslaví» XXXIV(1978). — S. 52-55.
- «Sestoupeni Ducha svateho» // «Hlas pravoslaví» XXXIV(1978). — S. 98-100.
- «Tajemstvi naseho vykoupeni» // «Hlas pravoslaví» XXXIV(1978). — S. 146—148.
- «Spasa cloveka» // «Hlas pravoslaví» XXXIV(1978). — S. 170—171.
- «O nesmertelnosti» // «Hlas pravoslaví» XXXIV(1978). — S. 194—196.
- «Tajemstvi odhalene starci Josefovi» // «Hlas pravoslaví» XXXIV(1978). — S. 222—223.
- «Eticky vyznam postu» // «Hlas pravoslaví» XXXV(1979). — S. 28-29.
- «Ukoly duchovenstva a sboru starsich» // «Hlas pravoslaví» XXXV (1979). — S. 80-82; 108—109.
- Архипастырское служение Владыки-мученика Горазда // Журнал Московской Патриархии. 1979. — № 5. — С. 55-58; № 6. — С. 50-53.